# Arthur Ganson

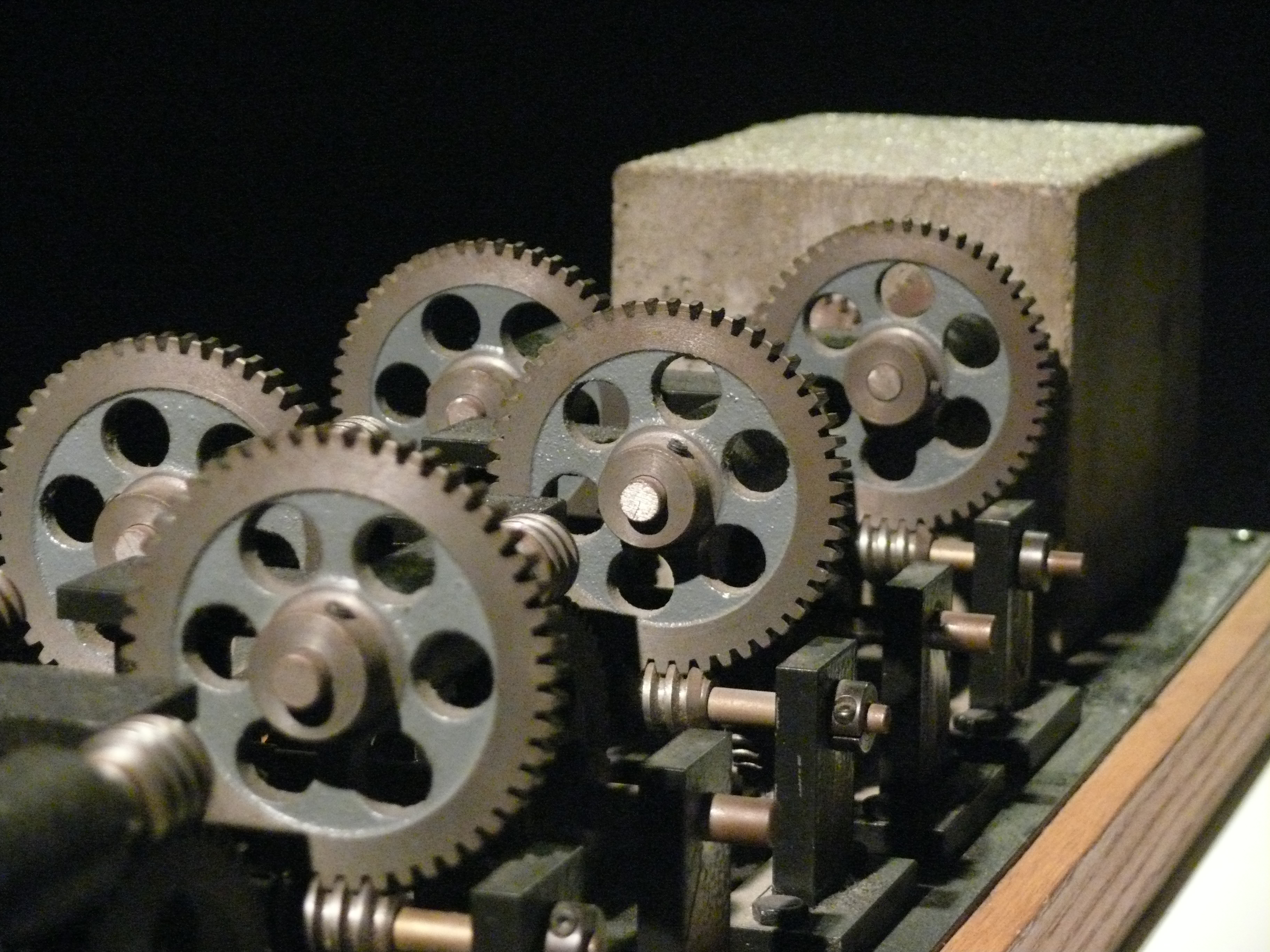
Machine with Concrete

Arthur Ganson (* 1955 in Hartford, Connecticut) ist ein US-amerikanischer Künstler. Er ist ein Vertreter der Kinetischen Kunst.
Ganson studierte an der University of New Hampshire. Er ist u. a. durch seine Arbeit Machine with Concrete, eine Unendlichkeitsmaschine, international bekannt. Dieses Objekt verlangsamt die Drehgeschwindigkeit eines Motors über zwölf Zahnräder so stark, dass das letzte Zahnrad für eine Umdrehung mehr als zwei Billionen Jahre benötigt und deshalb in Beton gegossen werden kann.
Gansons Arbeiten wurden u. a. am Massachusetts Institute of Technology und bei Ars Electronica ausgestellt.

## Werke (Auswahl)
- Machine with Concrete
- Machine with 22 Scraps of Paper
- Machine with Eggshells
- Thinking Chair
- Margot's Other Cat